# Český horolezecký svaz
Der Český horolezecký svaz (Kürzel ČHS, deutsch: Tschechischer Bergsteigerverband) ist der nationale tschechische Bergsteigerverband.
Der Verband fördert das Bergsteigen einschließlich des Skibergsteigens in Tschechien in allen Disziplinen und vertritt diesen Sport auch gegenüber internationalen Institutionen. Der ČHS arbeitet mit Naturschutzorganisationen und der öffentlichen Verwaltung zusammen, um gute Bedingungen für die weitere Entwicklung des Bergsteigens in der Tschechischen Republik zu schaffen, und das sowohl als Freizeit- wie auch als Spitzensport. Die Bergsteigerdisziplinen umfassen: Alpinismus, Sportklettern, Wettkampfklettern, traditionelles Klettern, Eisklettern/Drytooling und Bouldern.
Der ČHS hat (Stand 2020) knapp 18.000 Mitglieder, sie sind in über 400 Sektionen organisiert. Die Mehrheit der Mitglieder widmet sich dem Bergsteigen in ihrer Freizeit. Profis wie Adam Ondra gehören in ihrer Disziplin zur absoluten Weltspitze. Jedes Jahr ehrt der ČHS die besten Leistungen tschechischer Athleten und vergibt in verschiedenen Disziplinen die Auszeichnung „Aufstieg des Jahres“.
Der ČHS gibt viermal jährlich die Zeitschrift Zpravodaj ČHS heraus.

## Geschichte
Der ČHS entstand unter diesem Namen im Jahr 1993 als Nachfolger früherer Bergsteigerorganisationen auf dem Gebiet der heutigen Tschechischen Republik. Der älteste tschechische Bergsteigerverband, Český odbor Slovinského planinského družstva (Tschechische Sektion des Slowenischen Alpenvereins) wurde am 27. Juni 1897, zur Zeit der Österreichisch-Ungarischen Monarchie, als eine Sektion des seit 1893 bestehenden Slowenischen Alpvereins gegründet und existierte bis zum Ersten Weltkrieg. Die Tschechische Sektion wuchs in dieser Zeit von anfangs einhundert auf über fünfhundert Mitglieder. Ein Gründungsmitglied war Karel Chodounský, Bergsteiger, Arzt und Professor an der Karls-Universität. Er propagierte Sport an der frischen Luft als entscheidend wichtig für die Gesundheit und forschte über den Einfluss verschiedener Sportarten auf den menschlichen Organismus. Dem Klettern maß er die größte Bedeutung bei.
Nach dem Krieg organisierten sich tschechische Alpinisten zunächst im Dachverband Klub českých turistů KČT (Klub tschechischer Touristen), später im Klub československých turistů KČST (Klub tschechoslowakischer Touristen), und gründeten dann im Jahr 1924 eine eigene Organisation, den Klub alpistů československých KAČS (Klub Tschechoslowakischer Alpisten). Dieser Verband gehörte zu Gründungsmitgliedern des im 1932 in Chamonix gegründeten internationalen Verbandes UIAA. In der Slowakei entstand parallel dazu im Jahr 1921 der slowakische Bergsteigerverband JAMES.
Nach dem Zweiten Weltkrieg wurden die Kletterverbände zunächst als Sektionen des Turnerbundes Sokol geführt. Nach dem kommunistischen Umsturz 1948 und dem Sokol-Verbot wurde KAČS zusammen mit der Klettersektion des Tschechischen Touristenklubs und dem slowakischen JAMES in den 1953 gegründeten Státní výbor pro tělesnou výchovu a sport SVTVS (Staatskomitee für Leibeserziehung und Sport) eingegliedert. Nach dessen Auflösung entstand dann im Jahr 1957 Československý svaz tělesné výchovy ČSTV (Tschechoslowakischer Verband für Leibeserziehung) mit einer eigenen Bergsteigersektion. Dieser Verband wurde 1968 im Rahmen der Föderalisierung der Republik in einen tschechischen und einen slowakischen Verband aufgeteilt.
Unter dem Dach von ČSTV bildete sich im Jahr 1990 Horolezecký svaz (Bergsteigerverband) als der Nachfolger von KAČS, nach der Teilung des Staates in Tschechische und Slowakische Republik änderte er im Jahr 1993 seinen Namen in Český horolezecký svaz ČHS (Tschechischer Bergsteigerverband).
Die ersten außereuropäischen Expeditionen unternahmen tschechoslowakische Bergsteiger in den 1960er Jahren. Der Expedition Hindukusch 1965 gelangen sieben Erstaufstiege auf Gipfel über 6000 Meter. Bei der Expedition Hindukusch 1967 erreichten fünf Bergsteiger den höchsten Hindukusch-Gipfel Tirich Mir (7706 m). Weitere Expeditionen der 1960er Jahre gingen ins Pamirgebirge (Aufstieg auf Pik Lenin, 7134 m), nach Spitzbergen und in die südamerikanischen Anden.
Im Jahr 1984 gelang der tschechoslowakischen Bergsteigerin Dina Štěrbová als erster Frau der Aufstieg auf den Achttausender Cho Oyu. Dieser Aufstieg blieb für die nächsten fünfzehn Jahre der tschechoslowakische Höhenrekord der Frauen.

## Tätigkeitsbereiche
Die Tätigkeiten des ČHS werden durch Fachkommissionen geleitet
- Hauptkommission (Koordinierung der Aktivitäten)
- Methodische Kommission (Ausbildung, Ärztliche Kommission)
- Jugendkommission (Koordinierung der Jugendarbeit)
- Alpinismuskommission (nicht wettbewerbsorientierte Aktivitäten – Bergsteigen, Sportklettern, traditionelles Klettern, bouldern, traditioneller Skialpinismus)
- Kommission der Bergsteigerwettbewerbe (nationale und internationale Wettbewerbe)
- Kommission der Skialpinismus-Wettbewerbe (nationale und internationale Wettbewerbe)
- Kommission der Eisklettern-Wettbewerbe (nationale und internationale Wettbewerbe)

Die Tätigkeit des ČHS konzentriert sich auf folgende vier Bereiche: Sport, Ausbildung, Felsen und Jugend.

### Sport
Der ČHS organisiert Wettbewerbe im Bergsteigen und im Skibergsteigen und vertritt den tschechischen Wettkampfsport gegenüber nationalen und internationalen Institutionen. Der Verband besitzt Marketing- und Medienrechte an den offiziellen Wettbewerben in Tschechien.
Der ČHS veranstaltet nach Regeln des IFSC jährlich die tschechische Meisterschaft im Wettkampfklettern (Mistrovství České republiky v soutěžním lezení MČR) und die tschechische Jugendmeisterschaft im Wettkampfklettern (Mistrovství České republiky mládeže v soutěžním lezení MČRM) in den Disziplinen Schwierigkeitsklettern, Geschwindigkeitsklettern, Bouldern und Kombination und vergibt den jährlichen Tschechischen Pokal und Tschechischen Jugendpokal in diesen Disziplinen.
Der ČHS veranstaltet auch die tschechische Meisterschaft im Skialpinismus (Mistrovství České republiky ve skialpinismu) und vergibt den Tschechischen Pokal in Skialpinismus.

### Ausbildung
ČHS organisiert Lehrveranstaltungen für Mitglieder und für interessierte Öffentlichkeit, bietet Ausbildung und Training für Instruktoren im Bereich Bergsteigen und im Bereich Bau von Kletterrouten. ČHS vergibt das Zertifikat Garantierte Kletterschule ČHS den Kletterschulen, die dem Standard von ČHS entsprechen.

### Felsen
Der ČHS kümmert sich um geeignete Bedingungen für das Bergsteigen in Felsgebieten. Der Verband handelt Klettergenehmigungen mit Naturschutzbehörden und Grundstücksbesitzern aus, überwacht die Einhaltung von Kletterregeln, überwacht stichprobenartig den Zustand von Sicherungseinrichtungen und führt auch Wartungsarbeiten durch.
Mit Hilfe der Datenbank Skály ČR (Felsen der ČR) informiert er die Öffentlichkeit über existierende Klettersteige und über die aktuellen Bedingungen und Einschränkungen.

### Jugend
Der ČHS engagiert sich in der Förderung der Jugend mit Interesse am Bergsteigen. Dazu betreut er das Netzwerk der Jugendklubs, an dem derzeit (Stand 2020) 52 tschechische Bergsteiger-Klubs beteiligt sind. Der ČHS unterstützt diese Klubs in ihrer Arbeit mit Kindern und Jugendlichen und koordiniert ihre Aktivitäten.

## Mitgliedschaften
Der ČHS ist Mitglied in folgenden internationalen Vereinigungen:
- Union Internationale des Associations d’Alpinisme (UIAA)
- International Federation of Sport Climbing (IFSC)
- International Ski Mountaineering Federation (ISMF)
- European Union of Mountaineering Associations (EUMA), Vorsitzender des ČHS Jan Bloudek ist seit 2017 Präsidiumsmitglied.
- Balkan Mountaineering Union (BMU); ČHS je außerordentliches Mitglied
- Eine besondere Partnerschaft existiert mit dem slowakischen Verband Slovenský horolezecký spolok JAMES (SHS James)

Der ČHS ist Mitglied folgender tschechischer Sportdachverbände:
- Český olympijský výbor (ČOV)
- Česká unie sportu (ČUS), gegründet 2013 als Nachfolger von Československý svaz tělesné výchovy (ČSTV)[1]